# Millî Küme
Die Millî Küme (deutsch Nationale Liga oder Nationale Klasse), auch Millî Küme Şampiyonası genannt, war von 1937 bis einschließlich 1950 die höchste Spielklasse und erste landesweite Ligameisterschaft im türkischen Fußball.

## Austragungsmodus
Organisiert wurde sie von der Türkischen Fußball Föderation und die Liga wurde im Doppelrundenturnier-Modus ausgetragen. An der Liga nahmen regelmäßig die bestplatzierten Mannschaften der drei stärksten Regionalligen des Landes teil: Istanbul, Ankara und İzmir. Es konnten auch Vereinsmannschaften nicht aus Ankara, Istanbul und Izmir sich qualifizieren, indem sie Meister der Türkiye Futbol Şampiyonası wurden. Dies gelang nur Eskişehir Demirspor aus Eskişehir als Meister 1940 der Türkiye Futbol Şampiyonası und damit qualifizierten sie sich für die Millî-Küme-Saison 1941.
Die Liga wurde zweimal umbenannt, einmal in Maarif Mükâfâtı und später in Millî Eğitim Kupası. Rekordmeister dieses Ligawettbewerbs ist Fenerbahçe Istanbul mit sechs gewonnenen Meisterschaften.

## Saisons
Auflistung der Saisons mit den jeweiligen Meister- und Vizemeistertitelträger
| Jahr | Meister                                               | Vizemeister                                           |
| ---- | ----------------------------------------------------- | ----------------------------------------------------- |
| 1937 | Fenerbahçe Istanbul                                   | Galatasaray Istanbul                                  |
| 1938 | Güneş SK                                              | Beşiktaş Istanbul                                     |
| 1939 | Galatasaray Istanbul                                  | Ankara Demirspor                                      |
| 1940 | Fenerbahçe Istanbul                                   | Galatasaray Istanbul                                  |
| 1941 | Beşiktaş Istanbul                                     | Galatasaray Istanbul                                  |
| 1942 | Nicht ausgetragen                                     | Nicht ausgetragen                                     |
| 1943 | Fenerbahçe Istanbul                                   | Galatasaray Istanbul                                  |
| 1944 | Beşiktaş Istanbul                                     | Fenerbahçe Istanbul                                   |
| 1945 | Fenerbahçe Istanbul                                   | Beşiktaş Istanbul                                     |
| 1946 | Fenerbahçe Istanbul                                   | Beşiktaş Istanbul                                     |
| 1947 | Beşiktaş Istanbul                                     | Fenerbahçe Istanbul                                   |
| 1948 | Aufgrund der Olympischen Sommerspiele 1948 ausgesetzt | Aufgrund der Olympischen Sommerspiele 1948 ausgesetzt |
| 1949 | Aufgrund des Mittelmeer-Cups 1949 ausgesetzt          | Aufgrund des Mittelmeer-Cups 1949 ausgesetzt          |
| 1950 | Fenerbahçe Istanbul                                   | Galatasaray Istanbul                                  |

## Statistiken

### Meistertitel nach Anzahl
| Verein               | Meister | Vizemeister | Meisterschaftsjahre                |
| -------------------- | ------- | ----------- | ---------------------------------- |
| Fenerbahçe Istanbul  | 6       | 2           | 1937, 1940, 1943, 1945, 1946, 1950 |
| Beşiktaş Istanbul    | 3       | 3           | 1941, 1944, 1947                   |
| Galatasaray Istanbul | 1       | 5           | 1939                               |
| Güneş SK             | 1       | -           | 1938                               |

### Rekorde
| Rang | Name              | Verein(e)                                                      | Einsätze |
| ---- | ----------------- | -------------------------------------------------------------- | -------- |
| 1    | Cihat Arman       | Fenerbahçe Istanbul                                            | 122      |
| 2    | Hakkı Yeten       | Beşiktaş Istanbul                                              | 118      |
| 3    | Naci Bastoncu     | Fenerbahçe Istanbul                                            | 117      |
| 4    | Hüseyin Saygun    | Beşiktaş Istanbul, Vefa Istanbul                               | 110      |
| 5    | Şeref Görkey      | Beşiktaş Istanbul                                              | 107      |
| 6    | Mehmet Ali Tanman | Beşiktaş Istanbul                                              | 97       |
| 7    | Faruk Barlas      | Güneş SK, Galatasaray Istanbul                                 | 95       |
| 8    | Ömer Boncuk       | Güneş SK, Fenerbahçe Istanbul                                  | 90       |
| 9    | Ahmet Erol        | Muhafızgücü Ankara, Gençlerbirliği Ankara, Fenerbahçe Istanbul | 78       |
| 10   | Murat Alyüz       | Fenerbahçe Istanbul                                            | 76       |
| 10   | Esat Kaner        | Fenerbahçe Istanbul, Vefa Istanbul                             | 76       |

| Rang | Name             | Verein(e)                                                           | Tore |
| ---- | ---------------- | ------------------------------------------------------------------- | ---- |
| 1    | Hakkı Yeten      | Beşiktaş Istanbul                                                   | 95   |
| 2    | Melih Kotanca    | Güneş SK, Fenerbahçe Istanbul                                       | 83   |
| 3    | Şeref Görkey     | Beşiktaş Istanbul                                                   | 75   |
| 4    | Naci Bastoncu    | Fenerbahçe Istanbul                                                 | 56   |
| 5    | Sait Altınordu   | Altınordu Izmir                                                     | 46   |
| 5    | Salahattin Almay | Güneş SK, Galatasaray Istanbul                                      | 46   |
| 7    | Gündüz Kılıç     | Galatasaray Istanbul, Ankara Demirspor                              | 35   |
| 8    | Kemal Gülçelik   | Beşiktaş Istanbul                                                   | 34   |
| 9    | Şükrü Gülesin    | Ankaragücü, Beşiktaş Istanbul                                       | 33   |
| 10   | Süleyman Tekil   | Galatasaray Istanbul, İstanbulspor                                  | 32   |
| 11   | Niyazi Öztunç    | Gençlerbirliği Ankara, Güneş SK, Fenerbahçe Istanbul, Vefa Istanbul | 30   |

| Rang | Name          | Verein              | Saisons | Tore | Anzahl |
| ---- | ------------- | ------------------- | ------- | ---- | ------ |
| 1    | Melih Kotanca | Fenerbahçe Istanbul | 1940    | 23 1 | 3      |
| 1    | Melih Kotanca | Fenerbahçe Istanbul | 1945    | 17   | 3      |
| 1    | Melih Kotanca | Fenerbahçe Istanbul | 1946    | 12   | 3      |
| 1    | Hakkı Yeten   | Beşiktaş Istanbul   | 1939    | 13   | 3      |
| 1    | Hakkı Yeten   | Beşiktaş Istanbul   | 1941    | 18   | 3      |
| 1    | Hakkı Yeten   | Beşiktaş Istanbul   | 1944    | 15   | 3      |
| 3    | Şeref Görkey  | Beşiktaş Istanbul   | 1938    | 13   | 2      |
| 3    | Şeref Görkey  | Beşiktaş Istanbul   | 1943    | 13   | 2      |